# Mistrzostwa Europy w Lekkoatletyce 1962 – chód na 20 km mężczyzn

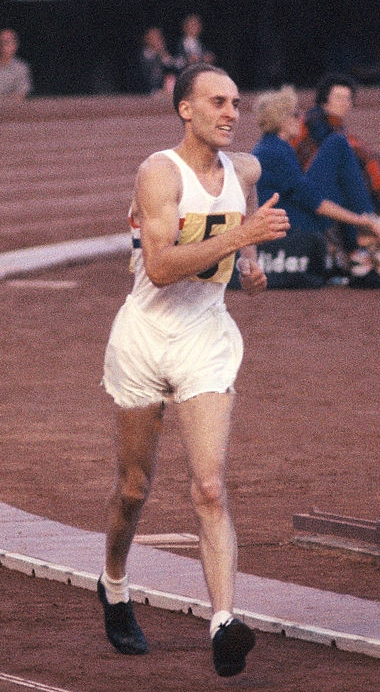
Ken Matthews

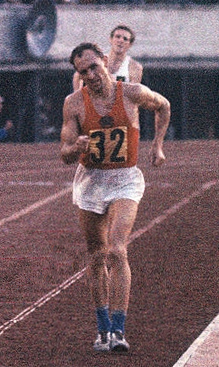
Wołodymyr Hołubnyczy

Chód na dystansie 20 kilometrów mężczyzn był jedną z konkurencji rozgrywanych podczas VII Mistrzostw Europy w Belgradzie. Został rozegrany 12 września 1962 roku. Zwycięzcą tej konkurencji został reprezentant Wielkiej Brytanii Ken Matthews. W rywalizacji wzięło udział dziewiętnastu zawodników z trzynastu reprezentacji.

## Rekordy
| Rekord świata     | Anatolij Wiediakow (SUN) | 1:25:58   | Moskwa, ZSRR       | 06.09.1959 |
| Rekord Europy     | Anatolij Wiediakow (SUN) | 1:25:58   | Moskwa, ZSRR       | 06.09.1959 |
| Rekord mistrzostw | Stan Vickers (GBR)       | 1:33:09,0 | Sztokholm, Szwecja | 19.08.1958 |

## Wyniki
| Miejsce | Zawodnik             | Czas      |
| ------- | -------------------- | --------- |
| 1       | Ken Matthews         | 1:35:54,8 |
| 2       | Hans-Georg Reimann   | 1:36:14,2 |
| 3       | Wołodymyr Hołubnyczy | 1:36:37,6 |
| 4       | Anatolij Wiediakow   | 1:37:23,6 |
| 5       | Lennart Back         | 1:38:16,2 |
| 6       | Dieter Lindner       | 1:38:34,8 |
| 7       | Alexander Bílek      | 1:38:42,6 |
| 8       | Franciszek Szyszka   | 1:40:30,8 |
| 9       | Erik Söderlund       | 1:40:45,4 |
| 10      | Charles Sowa         | 1:41:24,2 |
| 11      | Robert Clark         | 1:41:30,0 |
| 12      | Henri Delerue        | 1:41:58,2 |
| 13      | Joël Vanderhaegen    | 1:42:31,8 |
| 14      | Karl-Heinz Pape      | 1:45:39,8 |
| 15      | Arthur Thomson       | 1:50:08,2 |
| 16      | Ozbi Vister          | 1:56:21,4 |
| –       | Stawros Chadżilajos  | DNF       |
| –       | Sezer Selek          | DNF       |
| –       | Tommy Kristensen     | DQ        |